# Pauridiantha multiflora
Espèce
Synonymes
- Urophyllum stenophyllum K.Krause[1]

Pauridiantha multiflora K. Schum. est une espèce de plantes du genre Pauridiantha, de la famille des Rubiaceae. C’est une plante à fleurs dicotylédone. C’est une plante native du Cameroun, on la retrouve dans la région du Sud-Ouest.

## Synonymie
Le synonyme hétérotypique de cette espèce est :
- Urophyllum stenophyllum K. Krause (1912)[4]